# عملة أمريكية تحتفي بالذكرى المئوية والنصف
تكون إصدار العملة المعدنية الأمريكية بمناسبة مرور 150 عامًا على الاستقلال الأمريكي من نصف دولار وربع نسر تذكاريين (قطعة ذهبية بقيمة 2.50 دولار) سُكتا في عام 1926 في دار سك العملة في فيلادلفيا بمناسبة الذكرى السنوية الـ 150 لاستقلال أمريكا. ويحمل وجه نصف الدولار صورًا للرئيس الأول جورج واشنطن، والرئيس في عام 1926 كالفن كوليدج، مما يجعلها العملة الأمريكية الوحيدة التي تصور رئيسًا في حياته.
وبموجب قانون الكونجرس الصادر في مارس 1925، والذي أُنشئ بموجبه لجنة المعرض الوطني للذكرى المائة وخمسين، سمح الكونجرس أيضًا للجنة بشراء مليون نصف دولار و200 ألف ربع نسر مصممة خصيصًا، والتي يمكن بيعها للجمهور مقابل علاوة. واجهت اللجنة صعوبة في الاتفاق على تصميم مع كبير النقاشين في دار سك العملة جون ر. سينوك، وطلبت من محامي فيلادلفيا وراعي الفنون وخبير العملات جون فريدريك لويس (1860-1932) تقديم الرسومات. وقد قام سينوك بتعديل هذه النصوص، دون إعطاء الفضل إلى لويس، الذي لم تكن مشاركته معروفة على نطاق واسع إلا بعد أربعين عامًا.
سُك كل من ربع النسر الذي صممه سينوك، ونصف الدولار بالعدد الأقصى المسموح به، ولكن أُسترجع العديد منها إلى دار السك من أجل صهرها عندما فشلت في البيع. أُعيد استخدام وجه جرس الحرية لنصف الدولار في وقت لاحق بواسطة Sinnock، مرة أخرى دون إعطاء الفضل لـ Lewis، على نصف دولار Franklin الخاص بـ Chief Engraver، والذي سُك لأول مرة في عام 1948.

## بداية
قُدم تشريع لعملة تذكارية للاحتفال بالذكرى المائة والخمسين لاستقلال أمريكا نيابة عن لجنة المعرض الوطني للمئوية والخمسين بعد المائة للولايات المتحدة، والتي كُلفت بتنظيم ما أصبح يعرف باسم معرض المائة والخمسين بعد المائة في فيلادلفيا. وفي قانون 3 مارس/آذار 1925، أنشأ الكونجرس اللجنة وسمح بضرب مليون نصف دولار و200 ألف ربع نسر إحياءً لذكرى مرور 150 عامًا على استقلال أمريكا. ستباع هذه العملات المعدنية فقط إلى اللجنة، بالقيمة الاسمية؛ ومن ثم يمكنها بيعها للجمهور بسعر أعلى. ستوجه الأرباح لتمويل المعرض.
النسخة الأصلية من مشروع القانون، التي قدمها عضو الكونجرس عن ولاية بنسلفانيا جورج ب. دارو في مجلس النواب في 16 فبراير 1925 وفي مجلس الشيوخ من قبل عضو الكونجرس عن الولاية جورج دبليو بيبر، دعت إلى إصدار عملة ذهبية بقيمة 1.50 دولار للاحتفال بالذكرى المائة والخمسين، ونصف دولار تذكارية، وورقة نقدية بقيمة دولار واحد تكريمًا لإعلان الاستقلال. عُقدت جلسة استماع أمام لجنة الفنون الصناعية والمعارض في مجلس النواب بعد يومين، حيث توقع عضو الكونجرس دارو أن القطع الذهبية بقيمة 1.50 دولار لن تعارضها وزارة الخزانة أو لجنة العملات والأوزان والمقاييس، لكنه كان مخطئًا؛ حيث لم يدعمها وزير الخزانة أندرو دبليو ميلون. كما كانت اللجنة تأمل في أن يكون لديها احتفالات تذكارية تصور توسع البلاد من خلال عمليات الاستحواذ مثل شراء لويزيانا وضم تكساس، ولكن لم تُضمن في النسخة النهائية من مشروع القانون. ومع ذلك، واصلت اللجنة سعيها للحصول على موافقة الكونجرس على القطعة النقدية بقيمة 1.50 دولار وغيرها من القطع التذكارية المقترحة على الأقل حتى أغسطس/آب 1925.
في شهر مايو/أيار، كتب إتش بي كيمرير، سكرتير لجنة الفنون الجميلة، وهي الهيئة المكلفة بتقديم التوصيات بشأن الموافقة على تصميم العملات المعدنية، إلى لجنة الذكرى المئوية الخامسة والخمسين، يسألهم عما يقترحون القيام به بشأن العملات المعدنية. وبعد أن لم يتلق أي رد، كتب مرة أخرى في أواخر أغسطس/آب، هذه المرة إلى ميلتون ميداري، أحد أعضاء لجنة الفنون الجميلة، متسائلاً عن التقدم الذي أُحرز. أجاب ميداري أن لجنة الذكرى المئوية الخامسة والخمسين كانت على اتصال مع كبير النقاشين الجديد في دار سك العملة في فيلادلفيا، جون ر. سينوك (كان سلفه، جورج ت. مورجان، قد توفي في يناير)، لكن سينوك لم يقدم بعد تصميمات مرضية.
على ما يبدو، لم تكن لجنة الذكرى المئوية الخامسة والخمسين راضية عن عمل سينوك، لذا قامت بتعيين جون فريدريك لويس لإنشاء التصاميم.  كان لويس، الذي شغل منصب رئيس أكاديمية بنسلفانيا للفنون الجميلة من عام 1906 حتى وفاته في عام 1932، معروفًا بأنه عالم عملات، ولكن ليس كفنان. في 8 ديسمبر 1925، قدم مدير لجنة الذكرى المئوية الخامسة والخمسين آشر سي. بيكر رسومات لويس، والتي تبدو مشابهة جدًا لنصف الدولار الحالي، إلى رئيس لجنة الفنون الجميلة تشارلز مور. أشار بيكر إلى "تصميمات لويس للعملات المعدنية"، وهو ما قد يعني أنه قدم رسومات للربع النسر أيضًا، ولكن إذا كان الأمر كذلك، فهي غير موجودة ولم يُتصرف فيها من قبل لجنة الفنون الجميلة. وقد وافقت لجنة الفنون الجميلة على تصميمات نصف الدولار، بشرط أن تُحول الرسومات إلى نماذج بواسطة نحات ماهر، وأرسلها مور في 11 ديسمبر إلى مدير دار سك العملة روبرت جيه جرانت. قُدمت نماذج الجبس الناتجة، التي صنعها سينوك، إلى لجنة الفنون الجميلة في 13 مارس 1926، وأُعتمدت بلا شك، ولكن خطاب الموافقة ضاع.
أُرسلت رسومات سينوك للربع النسر إلى لجنة الفنون الجميلة في 27 فبراير 1926، وأُرسلت إلى عضو النحات لورادو تافت لإبداء آرائه. أرسل مور موافقة لجنته إلى جرانت في 26 مارس، مع عدة توصيات، بما في ذلك حذف شعار E Pluribus Unum، الموجود على الوجه الأمامي في رسومات سينوك، وأشعة الشمس على الوجه الخلفي. لم تُزال الأشعة، و نُقل الشعار إلى الجانب الخلفي. حصلت الموافقة على النماذج في شهر أبريل، مرة أخرى مع اقتراحات بسيطة.

## تصميم
يحتوي الوجه الأمامي لنصف الدولار على تمثال نصفي لجورج واشنطن، أول رئيس للولايات المتحدة، وكالفن كوليدج، الرئيس في عام 1926. وفقًا لأنتوني سوياتيك ووالتر برين، "كلاهما كان خطأً. لم يكن واشنطن رئيسًا للكونغرس القاري عام ١٧٧٦، وكان تصوير كوليدج غير قانوني. بموجب قانون صادر عن الكونغرس عام ١٨٦٦، لم يُسمح بتصوير أي شخص حي على العملات أو العملات الأمريكية؛ ولكن هذا القانون قد انتُهك مرات عديدة وسيُنتهك مجددًا." على الرغم من أن سينوك لم يصمم سابقًا عملة معدنية تُظهر رئيسًا، إلا أنه ابتكر ميداليات رئاسية تحت إشراف كبير النقاشين مورغان. وقد ظهرت صور أمريكيين آخرين على قيد الحياة، بما في ذلك عضو مجلس الشيوخ عن ولاية فرجينيا كارتر جلاس، على العملات التذكارية، لكن كوليدج هو الرئيس الوحيد الذي ظهر على عملة أمريكية في حياته. يظهر جرس الحرية على الوجه الخلفي، مما يجعل نصف الدولار الذي يحمل ذكرى مرور 150 عامًا أول عملة أمريكية تحمل إعلانًا خاصًا - أي الأسطورة "Pass and Stow" على الجرس، للشراكة التي انتهت منذ فترة طويلة بين جون باس وجون ستو، اللذين أعادا صياغة الجرس بعد أن انكسر في البداية في عام 1752. الأحرف الأولى من اسم Sinnock، JRS، موجودة على الوجه الأمامي، عند الجزء المقطوع من تمثال واشنطن النصفي.
يصف سوياتيك وبرين الوجه الأمامي لربع النسر بأنه "على طراز آرت ديكو". تظهر الحرية عليها مرتدية قبعة الحرية وتحمل مخطوطة تمثل إعلان استقلال الولايات المتحدة ومشعلًا من المحتمل أن يكون المقصود منه تذكير تمثال الحرية. يصور الوجه الخلفي قاعة الاستقلال، حيث حصل توقيع إعلان الاستقلال، والشمس المشرقة خلفها. الأحرف الأولى من اسم سينوك موجودة على اليمين، فوق الجناح الأيمن للمبنى. وأشار باورز إلى أن تصوير قاعة الاستقلال يشبه إلى حد كبير تصوير نصف الدولار الذي سُك بعد نصف قرن من الزمان. نظرًا لعدم رؤية عقارب الساعة على برج الجرس للمبنى على ربع النسر، فمن غير الممكن تحديد الوقت المقصود - على نصف الدولار المئوي، يكون الوقت 3:00.
بإصرار من لجنة الذكرى المئوية الخامسة والخمسين، سُكت العملات المعدنية بنقوش سطحية للغاية، وبالتالي ضُربت بشكل سيئ. أعرب تاجر العملات والمؤلف في علم العملات، ديفيد باورز، عن رأيه قائلاً : "من وجهة نظر الجاذبية الجمالية، فإن [نصف الدولار] يقع في أسفل قوائم الشعبية إلى جانب نصف دولار مونرو لعام 1923".
وكان لدى مؤرخ الفن كورنيليوس فيرمولي وجهة نظر أكثر إيجابية بشأن العملتين المعدنيتين. وفي تعليقه على وجه العملة المعدنية لنصف الدولار، أشاد بجوانبه الفنية، مبيناً أن الدار تعلمت شيئاً من المحاولات السابقة لإعادة تصميم العملات المعدنية. لقد أعجب بالوجه الخلفي للعملة، ووصف الجرس والكتابة بأنها "جواهر الدقة". بالنسبة لوجه ربع النسر، الذي يحمل صورة الحرية مرتدية رداءً واقفة على كرة أرضية، اقترح فيرمول أن سينوك "عاد جزئيًا إلى الأيقونات الرمزية للقرن التاسع عشر". ورأى أن رمز الحرية صارخ للغاية، مع لفافة ومصباح، وأشار إلى أن سينوك وجد في النهاية مكانًا أكثر ملاءمة لمصباحه على عملة الدايم روزفلت (1946). الشخصية نفسها، على الرغم من أرديتها الكلاسيكية، "تبدو أشبه بفتاة العشرينيات. قبعتها القماشية تُبرز هذا"، وفقًا لفيرميول. كان الوجه الآخر، من وجهة نظر فيرمول، جزءًا من تقليد وجهات النظر الواقعية للهياكل على العملات المعدنية الأمريكية والتي ستتكرر مع عملة النيكل جيفرسون (1938).

## التوزيع والعواقب
سُكت أول نصف دولار بمناسبة مرور 1500 عام على تأسيس المدينة من قبل عمدة فيلادلفيا دبليو فريلاند كندريك في حفل خاص أقيم في دار سك العملة بالمدينة في 19 مايو 1926. قُدم إلى الرئيس كوليدج عندما زار المعرض وهو موجود اليوم في مكتبة ومتحف كالفين كوليدج الرئاسي. كان لويس قد أشار في خطاب بتاريخ 5 مايو إلى مدير دار سك العملة جرانت إلى فهمه (الخاطئ) لوجود علامة على أول 1000 عملة معدنية سُكت لتمييزها واقترح أن تكون "K" لكيندريك؛ ولكن هذا لم يحدث.
قامت دار سك العملة في فيلادلفيا بسك 1,000,528 من نصف الدولار بناءً على طلب اللجنة في مايو ويونيو 1926، مع الاحتفاظ بالفائض عن المبلغ المسموح به للفحص والاختبار في اجتماع لجنة الاختبار بالولايات المتحدة عام 1927. كما قاموا بضرب 200,226 ربع نسر في شهري مايو ويونيو، مع تخصيص الفائض أيضًا للجنة التحليل. كانت القطعة الذهبية هي ربع النسر الثاني التذكاري، بعد إصدار بنما والمحيط الهادئ عام 1915. لم يُصدر المزيد من العملات التذكارية الذهبية، من أي فئة، من قبل مكتب سك العملة حتى عام 1984، عندما صُدرت قطعة بقيمة 10 دولارات لدورة الألعاب الأولمبية في لوس أنجلوس.
افتُتح معرض الذكرى المائة وخمسين في فيلادلفيا في الأول من يونيو عام 1926، ومول جزئيًا بسندات بقيمة 5 ملايين دولار أصدرتها المدينة. ولم يُنتهى من العمل في العديد من المعروضات واستمر البناء حتى إغلاق المعرض. ومع ذلك، كان هناك العديد من العروض العلمية والفنية والتجارية. لقد خسرت معظم الشركات التي شاركت في المعرض أموالاً بسبب مشاركتها، كما حدث للمدينة، ووفقاً لباورز، "في سجلات المعارض والمؤتمرات في الولايات المتحدة، حصل حدث الذكرى المئوية والخمسين على تصنيف منخفض".
كانت مبيعات العملات المعدنية في المعرض تتم من قبل اللجنة، أما تلك التي تتم عبر البريد فكانت تتم من قبل شركة فرانكلين تراست. كان سعر نصف الدولار 1 دولار، وربع النسر 4 دولارات؛ ومع ذلك لم تُباع بشكل جيد، وكان اعتقاد اللجنة بأنها يمكن أن تبيع العملة بالكامل متفائلاً بشكل كبير. على الرغم من أن ستة ملايين شخص زاروا المعرض، إلا أن 859,408 من أصل مليون نصف دولار أُرجعت إلى دار سك العملة من أجل صهرها. وبالمثل، أُرجع 154,207 ربع نسر من أصل 200,000 عملة معدنية من أجل الصهر. ولم يحدث هذا دفعة واحدة: فقد أُرجعت 420 ألف نصف دولار بحلول يناير/كانون الثاني 1930، وأُرجعالمبلغ المتبقي في وقت لاحق. وفقًا لتاجر العملات بي ماكس ميل في مجلده الصادر عام 1937 عن العملات التذكارية، "فيلادلفيا التي يبلغ عدد سكانها أكثر من 2000000 نسمة ... كان بإمكانه وكان ينبغي له أن يبيع عددًا أكبر من العملات المعدنية". كتب أرلي آر. سلابوغ في كتابه الصادر عام 1975 حول نفس الموضوع، "لقد وُصفنا بالراضين عن استقلالنا وأسلوب الحياة الأمريكي في السنوات الأخيرة - وبالحكم على بيع هذه العملات، لا بد أن الأمر كان أسوأ بكثير في عام 1926!"
أعاد سينوك استخدام الوجه الآخر لنصف دولار فرانكلين، الذي سُك لأول مرة في عام 1948، في العام التالي لوفاته. منحت دار سك العملة وغيرها من المنشورات الفضل في تصميمي العملتين إلى سينوك فقط حتى نشر دون تاكساي كتابه "تاريخ مصور للعملات التذكارية الأمريكية" في عام 1967، كاشفًا عن تورط لويس. أشار تاكساي إلى "دار سك العملة" ... نسب خاطئ متعمد نهائي للفنان الذي صمم نصف الدولار" وكتب، "ربما بعد هذه السنوات الأربعين، حان الوقت لخط ائتمان جديد". أشار باورز إلى أن "لويس وسينوك يستحقان تقاسم الفضل". ويشير كتاب آر إس ييومان " دليل عملات الولايات المتحدة" (طبعة 2015) إلى مشاركة الرجلين، ويُقدّر نصف الدولار بـ 90 دولارًا، بينما يبدأ سعر ربع النسر من حوالي 450 دولارًا، مع أن العملات الأعلى قيمة قد تُباع بسعر أعلى. هناك العديد من العينات من كلا العملات المعدنية المعروفة في حالة متداولة.

## ملحوظات
1. ↑  While Coolidge may have been the only living president on an American coin, he was not the only living person. Thomas Kilby appeared on the نصف دولار ألاباما in 1921, and in 1936, Joseph Taylor Robinson appeared on the Arkansas-Robinson half dollar and كارتر قلاس appeared on the نصف دولار لينشبرغ بمناسبة الذكرى المائة والخمسين.